# Ferrovie eritree

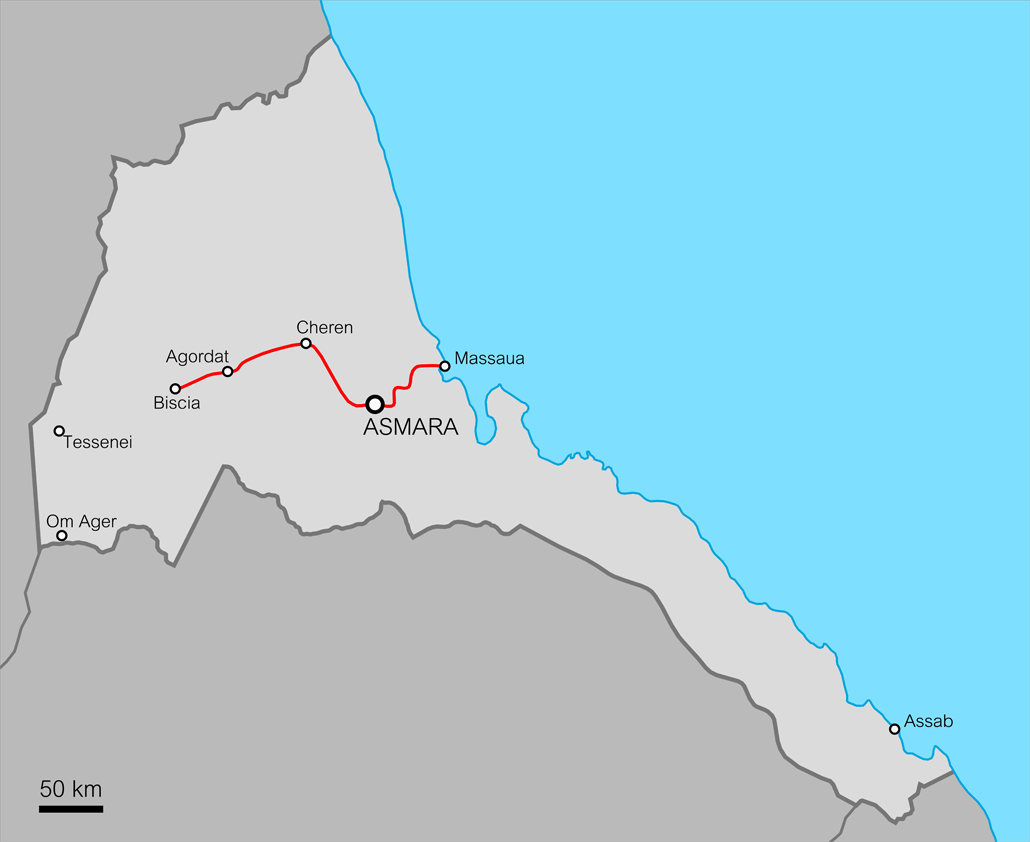
La rete delle ferrovie eritree durante l'epoca coloniale italiana

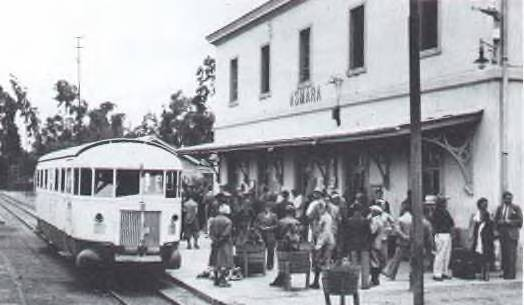
La stazione ferroviaria di Asmara nel 1938

Le ferrovie eritree sono i resti delle linee costruite durante l'occupazione italiana. Si limitano attualmente alla sola tratta Massaua – Asmara, anche se è allo studio un prolungamento della stessa fino a Cheren. Essendo di derivazione coloniale, si tratta di una rete a scartamento ridotto di collegamento tra la costa e l'interno.

## Storia
La prima ferrovia in assoluto in Eritrea fu un breve tratto di fabbricazione inglese, realizzato a scopi militari durante la spedizione britannica in Abissinia del 1868. Da Zula, sul golfo omonimo dove la spedizione era sbarcata, si inoltrava per una decina di chilometri verso l'interno, e aveva la funzione di supportare l'avanzata inglese nell'entroterra dell'Etiopia. Fu smantellata al termine della spedizione.
La prima ferrovia permanente venne costruita dall'Italia, sempre per ragioni militari, nel 1888. I lavori iniziarono con il generale Tancredi Saletta nel 1887 e proseguirono con il generale Alessandro Asinari di San Marzano. Essa, a scartamento ridotto, partiva da Massaua per arrivare alle fortificazioni di Saati (poco dopo Dogali), rioccupate dagli italiani il 1º febbraio 1888. La ferrovia, completata il 15 marzo 1888, era lunga 26 km. Guidava i lavori l'ingegner Olivieri.
In passato è stata in funzione la ferrovia Asmara – Biscia, prolungamento della precedente, costruita dal 1914 al 1922 e chiusa nel 1978.
I progetti prevedevano due prolungamenti verso Tessenei e Omhajer, in direzione rispettivamente del Sudan Anglo-Egiziano e dell'Etiopia.
Alla fine degli anni trenta, all'interno del porto di Assab furono costruiti alcuni raccordi ferroviari, in previsione di un collegamento verso Dessiè e Addis Abeba, anch'esso mai costruito.
Attualmente in Eritrea è in funzione una sola linea ferroviaria, la Massaua – Asmara, costruita e aperta al traffico tra il 1901 e il 1911, chiusa nel 1978, e successivamente riattivata fra il 1994 e il 2003.

## Tratte

### Massaua-Asmara[3]
La tratta fu aperta tra il 1901 ed il 1911. Fu subito etichettata come "un trionfo dell'ingegneria italiana".
Attualmente solo le stazioni di Massaua e Asmara svolgono servizio viaggiatori.
| Nome           | Immagine | Progressiva chilometrica | Altitudine (m s.l.m.) | Voce                | Coordinate                  |
| -------------- | -------- | ------------------------ | --------------------- | ------------------- | --------------------------- |
| Massaua        |          | 0+000                    | 2,50                  | Stazione di Massaua | 15°36′23.57″N 39°27′58.19″E |
| Campo di Marte |          | 2+800                    | 8,99                  |                     | 15°36′51.76″N 39°26′42.37″E |
| Otumlo         |          | 4+600                    | 10,86                 |                     | 15°37′24.23″N 39°25′58.84″E |
| Moncullo       |          | 7+700                    | 29,75                 |                     | 15°36′37.48″N 39°24′31.82″E |
| Dogali         |          | 19+600                   | 100,45                |                     |                             |
| Mai Atal       |          | 29+400                   | 180,62                |                     | 15°34′05.76″N 39°14′33.96″E |
| Damas          |          | 45+000                   | 416,00                |                     | 15°28′34.33″N 39°12′28.63″E |
| Baresa         |          | 57+100                   | 600,00                |                     | 15°24′05.12″N 39°11′05.2″E  |
| Ghinda         |          | 69+400                   | 888,00                |                     | 15°26′19.08″N 39°06′05.21″E |
| Embatkallà     |          | 81+100                   | 1 273,50              |                     | 15°24′01.58″N 39°04′26.29″E |
| Nefasit        |          | 93+000                   | 1 671,65              |                     | 15°20′06.76″N 39°03′47.79″E |
| Arbaroba       |          | 104+900                  | 2 064,00              |                     | 15°20′48.33″N 39°00′26.71″E |
| Asmara         |          | 117+600                  | 2 342,00              | Stazione di Asmara  | 15°20′20.17″N 38°56′57.56″E |

### Asmara-Cheren

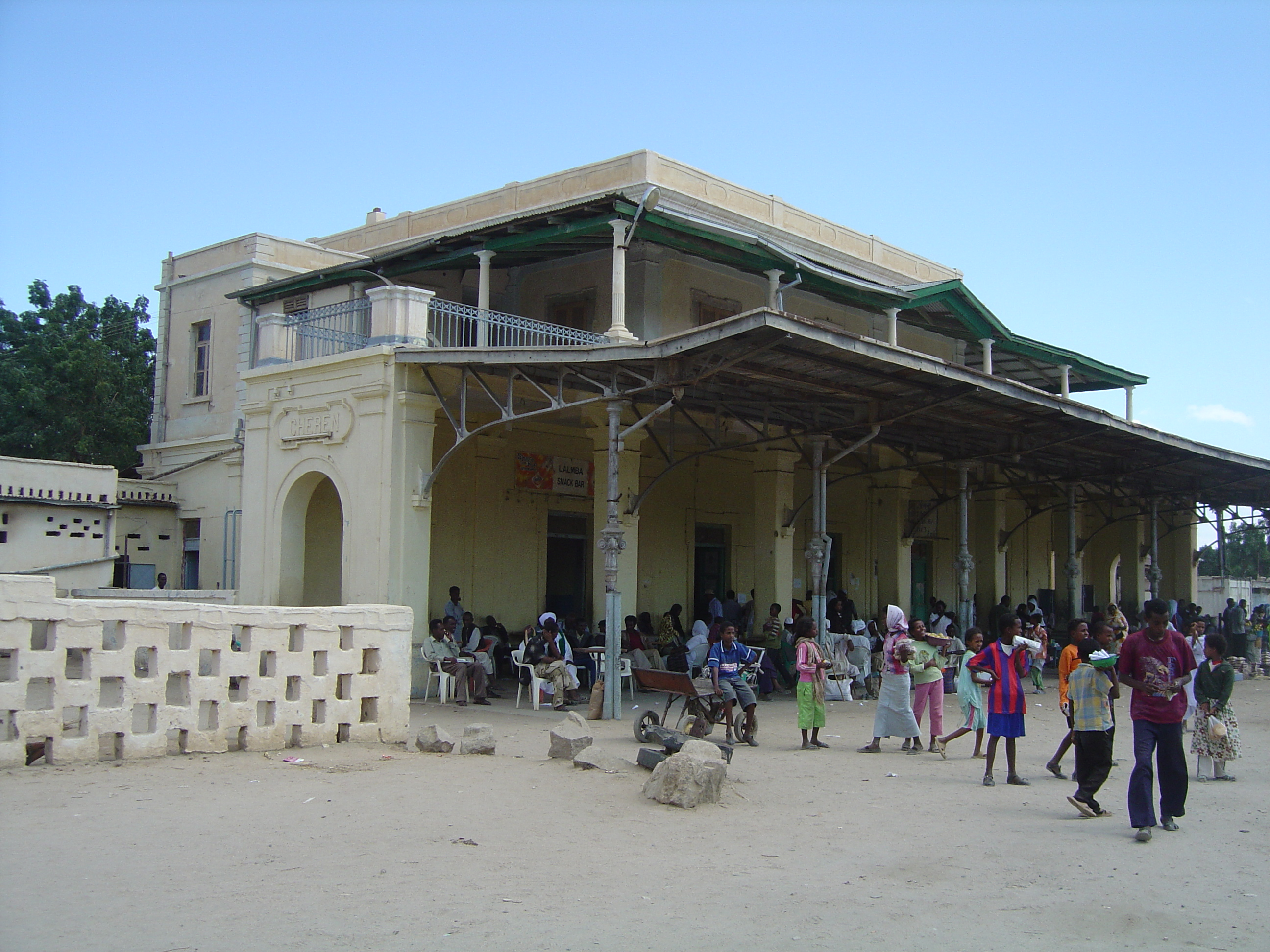
Stazione ferroviaria di Cheren, ora usata per servizio autobus e mercato regionale

Questa tratta fu attivata tra il 1914 ed il 1923. Attualmente il governo eritreo ne progetta la riattivazione.
| Nome           | Distanza + progressiva chilometrica | Altitudine         | Coordinate                  |
| -------------- | ----------------------------------- | ------------------ | --------------------------- |
| Tzada Cristian | 127,2 km (79,0 mi)                  | 2 292 m (7 520 ft) |                             |
| Zazzega        | 136,8 km (85,0 mi)                  | 2 217 m (7 274 ft) | 15°21′29.45″N 38°48′37.07″E |
| Dem Sabai      | 148,5 km (92,3 mi)                  | 1 988 m (6 522 ft) | 15°24′44.85″N 38°46′05.36″E |
| Andenna        | 156,6 km (97,3 mi)                  | 1 907 m (8 257 ft) | 15°27′58.67″N 38°45′05.18″E |
| Abrascico      | 164,9 km (102,5 mi)                 | 1 783 m (5 850 ft) | 15°30′31.42″N 38°44′08.64″E |
| Amba Derho     | 176,3 km (109,5 mi)                 | 1 688 m (5 538 ft) |                             |
| Furkuto        | 185,7 km (115,4 mi)                 | 1 635 m (5 365 ft) |                             |
| Elabered       | 195,3 km (121,4 mi)                 | 1 468 m (4 816 ft) | 15°40′55″N 38°36′53.04″E    |
| Halib Mentel   | 209,9 km (130,4 mi)                 | 1 423 m (4 669 ft) | 15°44′43.43″N 38°32′50.17″E |
| Cheren         | 221,7 km (137,8 mi)                 | 1 390 m (4 560 ft) | 15°46′37.22″N 38°27′12.18″E |

### Cheren-Agordat
Le tratta fu aperta tra il 1925 ed il 1928. Attualmente è quasi tutta scomparsa (in alcuni casi distrutta nella seconda guerra mondiale) e/o riutilizzata per altri scopi.

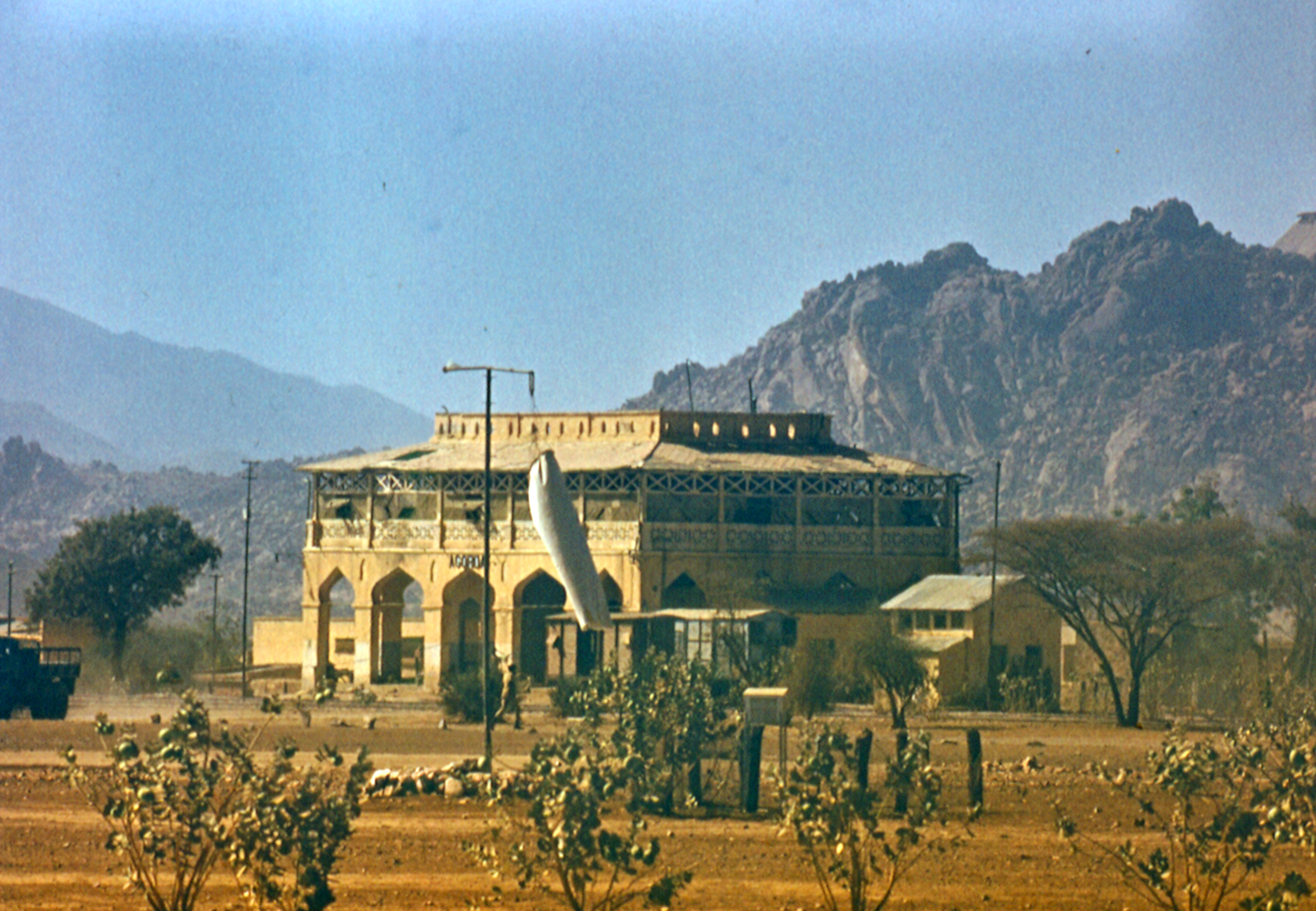
La stazione ferroviaria di Agordat, che fu costruita in stile arabesco, viene usata attualmente per il piccolo locale aeroporto

| Nome       | Distanza            | Altitudine         |                             |
| ---------- | ------------------- | ------------------ | --------------------------- |
| Asciadira  | 232,7 km (144,6 mi) | 1 204 m (3 950 ft) | 15°45′48.64″N 38°23′25.72″E |
| Hummed     | 245,7 km (152,7 mi) | 935 m (3 068 ft)   | 15°44′19.9″N 38°19′25.6″E   |
| Agat       | 253,3 km (157,4 mi) | 864 m (2 835 ft)   |                             |
| Darotai    | 262,5 km (163,1 mi) | 795 m (2 608 ft)   |                             |
| Mai Adarte |                     |                    | 15°39′19.2″N 38°08′01.15″E  |
| Umfutat    | 284,6 km (176,8 mi) | 669 m (2 195 ft)   |                             |
| Carobel    | 296,4 km (184,2 mi) | 677 m (2 221 ft)   |                             |
| Agordat    | 306,4 km (190,4 mi) | 606 m (1 988 ft)   | 15°32′45.91″N 37°52′52.29″E |

### Oltre Agordat
Oltre Agordat i binari raggiunsero Biscia nel 1932, per altri 31 km di percorso. Vi erano progetti di continuare la ferrovia fino a Cassala, nel Sudan, da parte delle autorità italiane negli ultimi anni trenta. Furono fatti i ponti della tratta Biscia-Tesseney, e la muratura della Stazione di Tesseney vicino al confine sudanese, ma le rotaie non furono sistemate a causa dell'inizio delle ostilità nel 1940.

### Fonti
- Paolo Bartolozzi, Treni italiani in Eritrea, in "I Treni Oggi" n. 37 (marzo 1984).
- Vincenzo Meleca, Locomotive e Littorine d'Eritrea, in https://web.archive.org/web/20161120003447/http://www.ilcornodafrica.it/n-meleca2015littorine.pdf

### Testi di approfondimento
- Le ferrovie dell'Eritrea, in Rivista tecnica delle ferrovie italiane, giugno 1913.
- Aldo Riccardi, Eritrea. Appunti sulla storia ferroviaria di una ex colonia italiana, Firenze, Pegaso Edizioni, 2018, ISBN 978-88-95248-86-8.
- Stefano Maggi, Colonialismo e comunicazioni. Le strade ferrate nell'Africa Italiana (1887-1943), Napoli, Edizioni Scientifiche Italiane, 1996, ISBN 88-8114-416-6.